# Вуді Гаррельсон

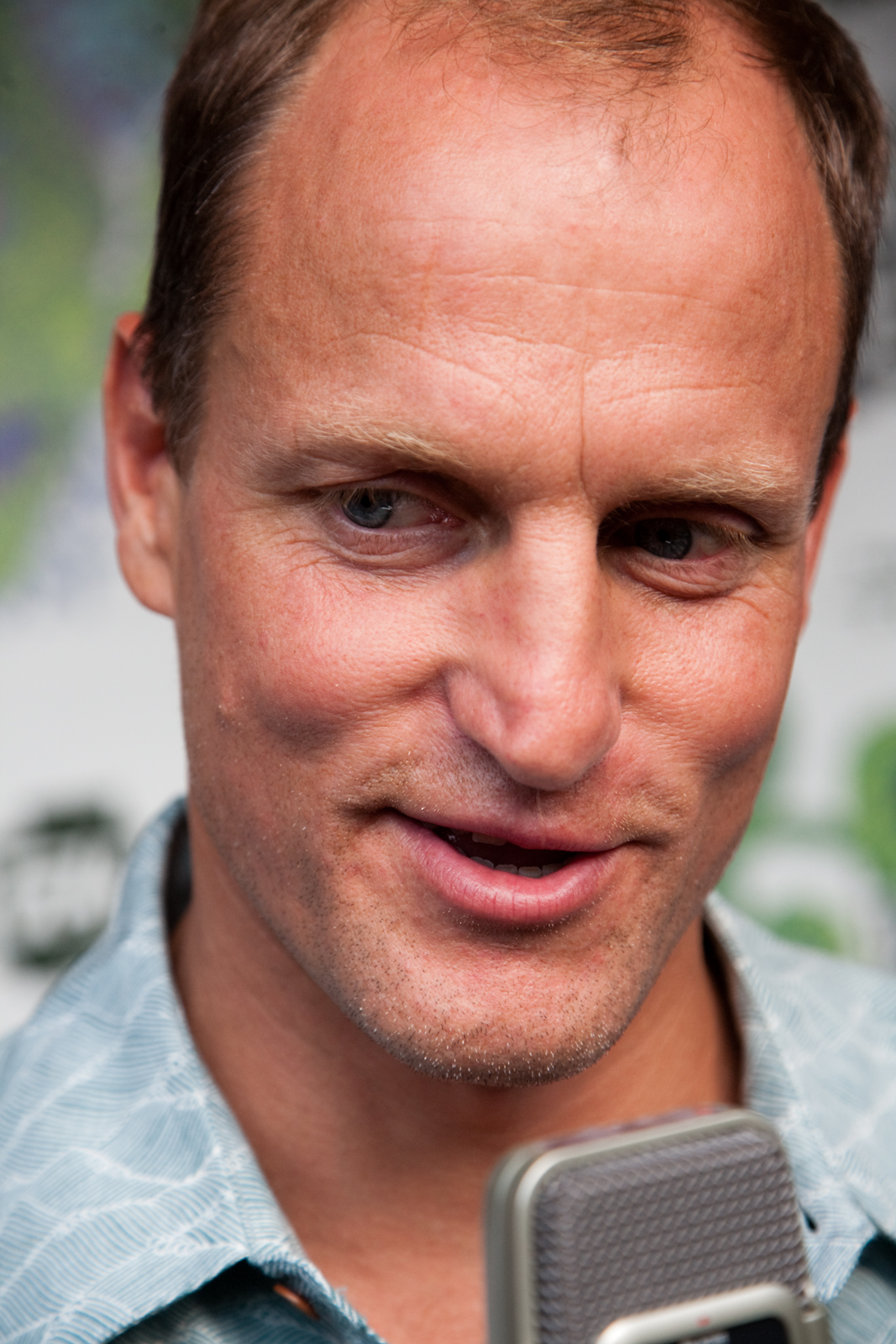
У 2009 році

Ву́дро Тре́йсі (Ву́ді) Га́ррельсон (англ. Woodrow Tracy 'Woody' Harrelson; нар. 23 липня 1961, Мідленд, Техас, США) — американський актор, популярність якому принесла роль бармена в серіалі «Cheers», за виконання якої він був нагороджений прайм-тайм премією «Еммі» (1989). Тричі номінований на премію Оскар у категоріях «Найкраща чоловіча роль» і «Найкраща чоловіча роль другого плану» за участь в картинах «Народ проти Ларрі Флінта», «Посланець» і «Три білборди за межами Еббінга, Міссурі» відповідно. Чотириразовий номінант на премію «Золотий глобус» (1997, 2010, 2013, 2015), 8-разовий — на премію «Еммі» (у період 1987—2014 рр.), номінант на премію БАФТА 2018 року.

## Життєпис
Вуді Гаррельсон народився влітку 1961 року в окрузі Мідленд, штат Техас. Його батьки розлучилися через три роки після народження сина.
Батько Вуді Гаррельсона був найманим убивцею. У 1960 році він був засуджений за збройне пограбування, у 1973—1978 ув'язнений за вбивство, звільнився достроково за гарну поведінку. У 1979 році його заарештували за вбивство федерального судді Джона Вуда молодшого в Сан-Антоніо. Крім того, батько Гаррельсона стверджував, що вбив Джона Кеннеді. У 1981 році його засудили до двох довічних ув'язнень. Решту своїх днів провів у в'язниці, де помер у 2007 році.
У 1973 році Вуді Гаррельсон переїхав до рідного міста матері Ліван, штат Огайо, де виріс із братами Джорданом і Бретом. У старших класах займався різьбленням по дереву, і весь вільний час проводив у парку розваг «Kings Island», де працював не покладаючи рук. У 1983 році Вуді Гаррельсон закінчив коледж Гановера, штату Індіана. Він здобув ступінь бакалавра з театрального мистецтва та англійської мови.

## Творчий шлях
Актор отримав широку популярність завдяки участі в ситуаційній комедії на каналі NBC «Будьмо». Він виконав роль бармена Вуді Бойда, приєднавшись до акторського складу під час роботи над четвертим сезоном у 1985 році. Вуді Гаррельсон був залучений до зйомок серіалу впродовж ще декількох сезонів і був п'ять разів номінований на премію «Еммі». Йому вдалося отримати нагороду тільки в 1989 році. У 2001 році Вуді Гаррельсон з'явився в декількох епізодах серіалу «Вілл і Грейс». У 1986 році відбувся його кінодебют у комедії «Дикі кішки», де його партнеркою на знімальному майданчику стала Ґолді Гоун. Вуді Гаррельсон і його друг Веслі Снайпс разом знялися у картинах «Білі люди не вміють стрибати» і «Грошовий поїзд» (1995). У 1993 році актор з'явився в драмі «Непристойна пропозиція» поряд з Робертом Редфордом і Демі Мур.
Кар'єра Вуді Гаррельсона набирала обертів, і однією з найуспішніших його робіт стала стрічка режисера Мілоша Формана «Народ проти Ларрі Флінта» (1996). Актор був номінований на премії «Золотий Глобус» і «Оскар» у категорії «Найкраща чоловіча роль». У 1997 році Вуді Гаррельсон з'явився у воєнній картині «Ласкаво просимо до Сараєва», а через рік знявся в стрічці «Тонка червона лінія» (1998), яка була представлена в семи номінаціях на премію американської кіноакадемії «Оскар». У 2007 році кримінальний трилер «Старим тут не місце» за участю Вуді Гаррельсона отримав кілька нагород, а сам актор поряд зі своїми колегами виграв премію Гільдії кіноакторів у категорії «Найкращий акторський склад».
У 2009 році під час ефіру Comedy Central ведучий Стівен Колберт власноруч постриг Вуді Гаррельсона — актор погодився на це для промоакції картини «Посланець». Він також зобразив Роланда Еммеріха, людину, яка попереджає своїх радіослухачів про кінець світу, в блокбастері «2012». Його персонаж Геймітч Абернаті допомагає головним героям впоратися зі своїм завданням у трилері «Голодні ігри» (2012).
Загалом беручи, фільмографія Вуді Гаррельсона налічує понад сто кіно- та телестрічок, і актор продовжує брати активну участь у зйомках голлівудських проєктів.

## Особисте життя та інтереси
У 1985 році актор одружився з дочкою драматурга Ніла Саймона, Ненсі Саймон. Вони вирішили розлучитися вже наступного дня після церемонії, але через те, що відповідна інстанція була закрита, їхній шлюб протримався десять місяців. Взимку 2008 року дружиною Вуді Гаррельсона стала Лора Луї, з якою до цього вони жили понад 20 років. Актор виховує трьох дочок: Дені Монтана (28 лютого 1993), Зої Джордано (22 вересня 1996) і Мокані Равелло (3 червня 2006). Дружина Вуді Гаррельсона раніше займала посаду його асистентки, крім того, вона є співзасновницею компанії з продажу органічних продуктів «Yoganics».
Шанувальник шахів та американського футболу (команди «Цинциннаті Бенгалс»). З 2020 року займається бразильським джіу-джитсу, має білий пояс.

## Погляди та громадська діяльність
Актор відомий тим, що виступає за захист природи, зокрема за збереження лісів. Він презентував технологію виробництва паперу з пшениці. Дотримується сироїдіння, не вживає м'яса та цукру, молочних та борошняних продуктів.
У 2020 році у своєму Instagram зробив конспірологічну публікацію про зв'язок між мережами 5G та COVID-19, але пізніше видалив її. На Каннському кінофестивалі 2022 року знов прокоментував тему COVID-19 та заявив, що не вірить в мікробну теорію хвороб та вважає «абсурдним» застосування масок для обличчя.
Тоді ж порівняв війну Росії проти України з низкою війн, які розпочала Америка: «Я — той, хто вважає огидним, коли наддержава, з усією своєю військовою міццю, без причин атакує Ірак… ні, пробачте, Афганістан… ні, В'єтнам… Корею… ні, вибачте, Україну!».

## Фільмографія
| Рік       |    | Українська назва                         | Оригінальна назва                               | Роль                                                |
| --------- | -- | ---------------------------------------- | ----------------------------------------------- | --------------------------------------------------- |
| 1978      | ф  |                                          | англ. Harper Valley PTA                         | актор масовки                                       |
| 1985—1993 | с  | Будьмо                                   | англ. Cheers                                    | Вуді Бойд (196 епізодів)                            |
| 1986      | ф  | Дикі кішки                               | англ. Wildcats                                  | Крушинскі                                           |
| 1987      | тф |                                          | англ. Bay Cove                                  | Слейтер                                             |
| 1989—2019 | с  | Суботнього вечора в прямому ефірі        | англ. Saturday Night Live                       | у ролі самого себе (4 епізоди)                      |
| 1990      | ф  |                                          | англ. Cool Blue                                 | Дастін                                              |
| 1991      | ф  | Лос-Анджелеська історія                  | англ. L.A. Story                                | керівник станції                                    |
| 1991      | ф  | Доктор Голлівуд                          | англ. Doc Hollywood                             | Генк Гордон                                         |
| 1991      | ф  |                                          | англ. Ted & Venus                               | бездомний ветеран В'єтнаму                          |
| 1992      | ф  | Білі люди не вміють стрибати             | англ. White Men Can't Jump                      | Біллі Хойла                                         |
| 1993      | ф  | Непристойна пропозиція                   | англ. Indecent Proposal                         | Девід Мерфі                                         |
| 1994      | ф  | Природжені вбивці                        | англ. Natural Born Killers                      | Майкі Нокс                                          |
| 1994      | ф  |                                          | англ. The Cowboy Way                            | Пеппер Льюїс                                        |
| 1994      | ф  |                                          | англ. I'll Do Anything                          | Ground Zero Hero                                    |
| 1994      | мс | Сімпсони                                 | англ. The Simpsons                              | Вуді Бойд (Епізод: "Fear of Flying")                |
| 1995      | ф  | Грошовий поїзд                           | англ. Money Train                               | Чарлі Робінзон                                      |
| 1996      | ф  | Народ проти Ларрі Флінта                 | англ. The People vs. Larry Flynt                | Ларрі Флінт                                         |
| 1996      | ф  | Королі боулінгу                          | англ. Kingpin                                   | Рой Мансон                                          |
| 1996      | ф  |                                          | англ. Sunchaser                                 | Майкл Рейнольдс                                     |
| 1997      | ф  | Хвіст виляє собакою                      | англ. Wag the Dog                               | сержант Вільям Шуманн                               |
| 1997      | ф  | Вітаємо в Сараєво                        | англ. Welcome to Sarajevo                       | Джиммі Флінн                                        |
| 1998      | ф  | Тонка червона лінія                      | англ. The Thin Red Line                         | сержант Вільям Кек                                  |
| 1998      | ф  |                                          | англ. Palmetto                                  | Гаррі Барбер                                        |
| 1999      | ф  | Остін Паверс: Шпигун, який мене спокусив | англ. Austin Powers: The Spy Who Shagged Me     | у ролі самого себе                                  |
| 1999      | ф  | Бий в кістку                             | англ. Play It to the Bone                       | Вінс Будро                                          |
| 1999      | ф  | Ед із телевізора                         | англ. EDtv                                      | Рей Пекурні                                         |
| 1999      | с  | Фрейзер                                  | англ. Frasier                                   | Вуді Бойд (Епізод: "The Show Where Woody Shows Up") |
| 2001—2002 | с  | Вілл і Грейс                             | англ. Will & Grace                              | Нейтан (7 епізодів)                                 |
| 2003      | ф  | Управління гнівом                        | англ. Anger Management                          | Галаксія / Гері                                     |
| 2003      | ф  | Гірше не буває                           | англ. Scorched                                  | Джейсон «Вудс» Валлі                                |
| 2004      | ф  | Вона ненавидить мене                     | англ. She Hate Me                               | Ліланд                                              |
| 2004      | ф  | Після Заходу Сонця                       | англ. After the Sunset                          | Стенлі «Стен» П. Ллойд                              |
| 2005      | ф  | Північна країна                          | англ. North Country                             | Біл Вайт                                            |
| 2006      | ф  | Помутніння                               | англ. A Scanner Darkly                          | Ерні Лакман                                         |
| 2007      | ф  | Ескорт для дам                           | англ. The Walker                                | Картер Пейдж III                                    |
| 2007      | ф  | Старим тут не місце                      | англ. No Country for Old Men                    | Карсон Веллс                                        |
| 2007      | ф  | Битва у Сіетлі                           | англ. Battle in Seattle                         | Дейл                                                |
| 2008      | ф  | Транссибірський експрес                  | англ. Transsiberian                             | Рой                                                 |
| 2008      | ф  | Любовний менеджмент                      | англ. Management                                | Джанго                                              |
| 2008      | ф  | Сім душ                                  | англ. Seven Pounds                              | Езра Тернет                                         |
| 2009      | ф  | Захесник                                 | англ. Defendor                                  | Артур Поппінгтон                                    |
| 2009      | ф  | Посланець                                | англ. The Messenger                             | Тоні Стоун                                          |
| 2009      | ф  | Вітаємо у Зомбіленді                     | англ. Zombieland                                | Таллахассі                                          |
| 2009      | ф  | 2012                                     | англ. 2012                                      | Чарлі Фрост                                         |
| 2010      | ф  | Бунраку                                  | англ. Bunraku                                   | Бармен                                              |
| 2011      | ф  | Бастіон                                  | англ. Rampart                                   | Девід Дуглас «Дейв» Браун                           |
| 2011      | ф  | Друзі по сексу                           | англ. Friends with Benefits                     | Томмі Боллінгер                                     |
| 2012      | ф  | Голодні ігри                             | англ. The Hunger Games                          | Геймітч Абернаті                                    |
| 2012      | ф  | Сім психопатів                           | англ. Seven Psychopaths                         | Чарлі Костелло                                      |
| 2013      | ф  | Ілюзія обману                            | англ. Now You See Me                            | Меррітт МакКінні                                    |
| 2013      | ф  | Голодні ігри: У вогні                    | англ. The Hunger Games: Catching Fire           | Геймітч Абернаті                                    |
| 2014      | ф  | Голодні ігри: Переспівниця І             | англ. The Hunger Games: Mockingjay — Part 1     | Геймітч Абернаті                                    |
| 2014      | с  | Справжній детектив                       | англ. True Detective                            | Мартін Гарт (8 епізодів)                            |
| 2015      | ф  | Голодні ігри: Переспівниця ІІ            | англ. The Hunger Games: Mockingjay - Part 2     | Геймітч Абернаті                                    |
| 2016      | ф  | Три дев'ятки                             | англ. Triple 9                                  | Джеффрі Аллен                                       |
| 2016      | ф  | Ілюзія обману: Другий акт                | англ. Now You See Me 2                          | Мерріт Маккінні / Чейз Маккінні                     |
| 2016      | ф  | Дуель                                    | англ. The Duel                                  | Абрахам                                             |
| 2016      | ф  | Ліндон Джонсон                           | англ. LBJ                                       | президент Ліндон Б. Джонсон                         |
| 2016      | ф  | Майже сімнадцять                         | англ. The Edge of Seventeen                     | пан Брюнер                                          |
| 2017      | ф  | Загублений у Лондоні                     | англ. Lost in London                            | Вуді Гаррельсон                                     |
| 2017      | ф  | Вілсон                                   | англ. Wilson                                    | Вілсон                                              |
| 2017      | ф  | Війна за планету мавп                    | англ. War for the Planet of the Apes            | полковник Маккалоу                                  |
| 2017      | ф  | Скляний замок                            | англ. The Glass Castle                          | Рекс Воллс                                          |
| 2017      | ф  | Три білборди за межами Еббінга, Міссурі  | англ. Three Billboards Outside Ebbing, Missouri | шериф Білл Віллобі                                  |
| 2017      | ф  | Шок і трепет                             | англ. Shock and Awe                             | Джонатан Лендей                                     |
| 2017      | ф  | Соло. Зоряні Війни. Історія              | англ. Solo: A Star Wars Story                   | Тобіас Бекетт                                       |
| 2018      | ф  | Веном                                    | англ. Venom                                     | Клетус Кеседі / Карнаж                              |
| 2019      | ф  | Розбійники з великої дороги              | англ. Highwaymen                                | Мені Ґолт                                           |
| 2019      | ф  | Мідвей                                   | англ. Midway                                    | адмірал Честер Німіц                                |
| 2019      | ф  | Вітаємо у Зомбіленді 2                   | англ. Zombieland 2                              | Таллахассі                                          |
| 2020—2023 | мс | Брати Фріки                              | англ. The Freak Brothers                        | Freewheelin' Franklin Freek (12 епізодів)           |
| 2021      | ф  | Кейт                                     | англ. Kate                                      | Варрік                                              |
| 2021      | ф  | Веном 2: Карнаж                          | англ. Venom: Let There Be Carnage               | Клетус Кеседі / Карнаж                              |
| 2022      | ф  | Трикутник смутку                         | англ. Triangle of Sadness                       | капітан судна                                       |
| 2022      | ф  | Людина з Торонто                         | англ. The Man from Toronto                      | Воллі                                               |
| 2023      | ф  | Чемпіони                                 | англ. Champions                                 | Маркус                                              |
| 2023      | с  | Сантехніки Білого дому                   | англ. The White House Plumbers                  | Е. Говард Гант (5 епізодів)                         |
| 2024      | ф  | Сонячне узбережжя                        | англ. Suncoast                                  | Пол Воррен                                          |
| 2024      | ф  | Забери мене на місяць                    | англ. Fly Me to the Moon                        | Мо Беркус                                           |
| 2025      | ф  | Останній подих                           | англ. Last Breath                               | Дункан Олкок                                        |
| 2025      | ф  | Електричний штат                         | англ. The Electric State                        | Містер Арахіс                                       |
| 2025      | ф  | Ілюзія обману 3                          | англ. Now You See Me 3                          | Мерріт Маккінні                                     |
| 2025      | ф  | Елла Маккей                              | англ. Ella McCay                                |                                                     |

## Нагороди
Вуді Гаррельсон був відзначений критиками за велику кількість своїх ролей. На його рахунку нагороди та номінації Satellite Award, Independent Spirit Award, «Золотий глобус» і «Оскар».